# Pavla Vitázková
Pavla Vitázková, rodným příjmením Ptáčková, (* 21. prosinec 1978 Brno) je česká filmová a divadelní herečka. Narodila se do nedivadelní rodiny, v roce 1997 odmaturovala na gymnáziu a od 1. června 1997 má stále angažmá v Městském divadle Brno. Jejím manželem je slovenský divadelní herec Dušan Vitázek, s kterým má dvě dcery – Barboru Anastázii (* 13. prosinec 2013) a Rozálii Agnes (* 22. červen 2016).
Česká televize odvysílala 25. dubna 2023 pořad 13. komnata, kde Pavla Vitázková nechala nahlédnout do rodinného života, ovlivněného vážnou nemocí starší dcery.

## Role v Městském divadle Brno
- Klárinka – Sluha dvou pánů
- Kitty – Charleyova teta
- Juliška – Cikáni jdou do nebe
- Putifarova žena – Josef a jeho úžasný pestrobarevný plášť
- Mae – Kočka na rozpálené plechové střeše
- Helena – Balada o lásce (Singoalla)
- Kitty – Charleyova teta
- Milady de Winter – Tři mušketýři
- Lori Olbramovičová – Nahá múza
- Marléne – Blbec k večeři
- Lotte Lindenthalová – Mefisto

## Filmografie

### Filmy
- O princezně z Rimini (1999)
- Duhová panna (2000)
- O princezně se zlatým lukem (2002) – princezna Jelena
- Útěk do Budína (2003)
- Domina (2009)
- Definice lásky (2012)
- Spálený v mé hlavě (2022)

### Seriály
- Redakce (2004) – Klára Vlková
- Ordinace v růžové zahradě (2005) – Iva Brázdová
- Četnické humoresky (2007) epizoda Poklad – Justyna Stryková
- První krok (2009) – Diana Strejcová
- Cesty domů (2010) – MUDr. Soňa Mašková
- Kriminálka Staré Město (2013) – Nociarova manželka
- Kancl (2014) – Lenka Falešníková-Vondráčková
- Policie Modrava (2015) – Dymková
- Labyrint (2015) – Zita Karasová
- Temný Kraj (2017) - Barbora Vinšová
- Doktorka Kellerová (2017)
- V.I.P. vraždy (2018)
- Hlava Medúzy (2021) – Irena Pospíchalová
- Poslední oběť (2023) – Olina